# Кокора, Константин Леонидович
Константин Леонидович Кокора (2 августа 1957, Москва — 18 июня 2025) — советский фигурист, чемпион СССР 1979 года, чемпион зимней Универсиады 1981 года в одиночном катании. Мастер спорта СССР международного класса.

## Биография
Фигурным катанием на коньках начал заниматься в 1964 году в ДСО «Локомотив» (Москва), затем — «Буревестник» (Москва), «Динамо» (Москва). 
На Кубке СССР в Челябинске 11 января 1974 в произвольной программе Кокора сделал три тройных прыжка, среди них — тройной риттбергер — первым среди советских фигуристов.
На чемпионате мира 1979 в короткой программе стал одним из трёх фигуристов, которые выполнили редкий каскад двойной флип — тройной тулуп, что позволило занять в этом виде высокое 6-е место. На Олимпийских играх 1980 года в произвольной программе исполнил шесть тройных прыжков (среди всех участников столько же тройных сделал только Скотт Хэмилтон), однако из-за невысокой скорости катания и отсутствия каскадов судьи оценили выступление весьма скромно, оценками 5,2-5,6, причём единственную 5,6 поставила советская судья Татьяна Даниленко. 
Умер 18 июня 2025 года в возрасте 67 лет после продолжительной болезни.

## Результаты
| Соревнования/Сезоны              | 1973-74 | 1974-75 | 1975-76 | 1976-77 | 1977-78 | 1978-79 | 1979-80 | 1980-81 | 1981-82 |
| -------------------------------- | ------- | ------- | ------- | ------- | ------- | ------- | ------- | ------- | ------- |
| Зимние Олимпиады                 |         |         |         |         |         |         | 10      |         |         |
| Чемпионаты мира                  |         |         | 11      | 11      | 13      | 11      |         |         |         |
| Чемпионаты Европы                |         |         |         | 6       |         | 6       | 8       |         |         |
| Чемпионаты СССР                  | 5       | 4       | 4       | 5       | 3       | 1       | 3       | 4       | 6       |
| Универсиады                      |         |         |         |         |         |         |         | 1       |         |
| Приз газеты «Московские новости» | 6       |         | 3       |         |         | 1       |         |         |         |